# Sevelen
Sevelen est une commune suisse du canton de Saint-Gall, située dans la circonscription électorale de Werdenberg.

Photo aérienne par Walter Mittelholzer (1919)